# PARS 3 LR
Die PARS 3 LR (Panzerabwehr-Raketensystem der dritten Generation mit langer Reichweite) ist eine Fire-and-Forget-Panzerabwehrlenkwaffe, die auch gegen Helikopter eingesetzt werden kann. Sie begann unter der Bezeichnung Trigat (in Frankreich AC 3G) als europäische Entwicklung, wurde aber nur von Deutschland in Dienst gestellt. Die Waffe wird von der PARSys GmbH, einem Joint Venture der MBDA Deutschland GmbH und Diehl BGT Defence, hergestellt.

## Entwicklung
Trigat begann als europäisches Programm, an dem sich Frankreich, Deutschland und das Vereinigte Königreich beteiligt haben. 1988 wurde ein Memorandum of Understanding (MoU) zur Entwicklung einer Familie von Panzerabwehrlenkwaffen unterzeichnet. Belgien und die Niederlande traten als assoziierte Mitglieder 1989 bei. Die Waffen wurden von der Euromissile Dynamics Group (EMDG) GIE (MBB, Aérospatiale und BAe Dynamics) entwickelt. MBB und Aérospatiale gingen 2000 in die EADS (heute Airbus Group) und BAe Dynamics 1996 nach Fusion mit Matra Defense in die Matra BAe Dynamics auf. 2001 gründeten Aérospatiale-Matra Missiles (ein Tochterunternehmen der EADS, heute Airbus Group), Matra BAe Dynamics (BAE Systems) und Alenia Marconi Systems (Leonardo) die MBDA, unter deren Dach der Vertrieb heute stattfindet. Die Tests der leichteren Trigat MR waren im Juli 1998 abgeschlossen, für die LR-Version begannen sie 2003. Im Juli 2000 beschloss das Vereinigte Königreich den Ausstieg, im September folgten die Niederlande. Frankreich verabschiedete sich 2004 vom Projekt. Die Familie sollte zwei Lenkflugkörpersysteme umfassen:
- Trigat MR: Diese leichtere Variante sollte von Infanteristen im Feld eingesetzt werden. Die Waffe war wie die 9K121 Wichr als Beamrider ausgelegt. Der Lasersucher befand sich bei der Waffe am Heck des Flugkörpers, die Rakete versucht während des Fluges innerhalb des Laserstrahls zu bleiben. Die Startplattform sollte mit einem Infrarotzielsystem und einem CO2-Laser bestückt werden. Die Schussentfernung sollte 200 m bis 2400 m betragen. Die Waffe besaß eine Tandemhohlladung und wurde wie die Variante Trigat LR über Gasdüsen gesteuert.
- Trigan: Variante der Trigat MR, die über einen nachgezogenen Lenkdraht gesteuert werden sollte, um von MILAN-Startern aus eingesetzt zu werden.
- Trigat LR: Die Variante mit höherer Geschwindigkeit und Reichweite sollte von Fahrzeugen und Helikoptern eingesetzt werden. Nachdem Deutschland die Entwicklung alleine weiterführte, wurde die Bezeichnung in PARS 3 LR geändert.

Zwischen März 2000 und Juni 2001 fanden mit der Trigat LR vier Testschüsse statt. Dabei wurden verschiedene Anflugprofile auf stehende und bewegliche Ziele in 500 bis 4200 Metern Entfernung getestet. Das Schießen auf AMX-30- und Leopard-1-Panzer erfolgte auch unter Einsatz von Nebelmittelwurfanlagen. Dabei trafen vier von fünf gestarteten Flugkörpern ihr Ziel, einer musste gesprengt werden, weil er vom Verfolgerradar verloren worden war. Die abschließende Testserie begann am 27. September 2001, als ein sich bewegender Helikopter einen beschleunigenden Panzer in 2600 m Entfernung mit einer Trigat traf. Am 19. Oktober wurde der Schwierigkeitsgrad erhöht: ein Panzer wurde aus einer Entfernung von 4500 m frontal beschossen und getroffen, während im Hintergrund ein weiterer Panzer als Köder fuhr. Vier Tage später, am 23. Oktober, wurde auf ein bewegliches Ziel in 4500 m geschossen, das hinter einem täuschkörperwerfenden T-72 fuhr. Das Ziel wurde ebenso getroffen wie ein Panzer am 27. November, der ebenfalls pyrotechnische Täuschkörper auslöste, nachdem die Waffe in 4500 m bei 180 km/h Fluggeschwindigkeit abgefeuert worden war. Eine zweite Lenkwaffe im Starter schaltete sich ebenfalls erfolgreich auf und behielt die Erfassung bei. Der anschließende Test fand am 5. Dezember statt. Ein Panzer fuhr in 4000 m neben einem Dieselfeuer eine Kurve und wurde am Turm getroffen. Erste erfolgreiche Tests der Elektronik fanden im Dezember 2002 statt; 2003 folgte eine Testserie auf einem Panther-Helicopter. 2004 bis Anfang 2005 wurden erste Tests mit dem Eurocopter Tiger absolviert, so dass die Rakete Mitte 2005 Serienreife erlangte. Bei einer Reihe von Testschüssen am Tiger, die am 20. Mai 2011 abgeschlossen wurden, konnten Ziele in etwa 7000 m mit scharfen Gefechtsköpfen bekämpft werden.

## Technik
Die Rakete besteht aus einem abbildenden Infrarotsucher, dahinter liegen die Vorhohlladung sowie die Gasdüsen, danach die Haupthohlladung sowie der Antrieb. Die Waffen werden in eckigen Startbehältern transportiert, die je vier Lenkwaffen pro Behälter fassen. Die Behälter schützen die Lenkwaffen vor Splittern und kühlen die Suchköpfe vor, um Verzögerungen bei der Zielauffassung wie bei der FGM-148 Javelin zu vermeiden. Der HIPPAG 320 (High Pressure Pure Air Generator) kühlt dabei die Sucher mittels Druckluft auf kryogene Temperaturen herunter. Die Zielerfassung erfolgt über einen bildverarbeitenden IR-Suchkopf, der im Wellenlängenbereich von 8 bis 12 μm arbeitet und vor dem Start der Lenkwaffe über das Mastvisier OSIRIS des UH Tiger auf das Ziel eingewiesen wird. Zur Steuerung befinden sich am Rumpf vier Ruder, die auftretende Drehbewegungen neutralisieren und die Lenkwaffe ins Ziel steuern. Dabei sind grundsätzlich zwei Anflugmodi wählbar:
- Direct: Die Lenkwaffe fliegt das Ziel direkt an
- Lofted: Die Waffe fliegt in einem Bogen von oben an

Vier Raketen können dabei als Salve auf vier verschiedene Ziele abgefeuert werden. Dazu selektiert der Schütze die gewünschten Ziele nacheinander, wobei diese im Sichtfeld des Mastvisiers bleiben müssen. Danach führt der Helikopter ein Pop-up-Manöver durch und feuert innerhalb von acht Sekunden vier PARS 3 LR auf die verschiedenen Ziele. Durch die Fire-and-Forget-Eigenschaften kann sich der Helikopter danach unmittelbar in Deckung begeben und einen Stellungswechsel durchführen. Die Zündung der Tandemhohlladung erfolgt beim Einschlag. Die Rudersteuerung und die hohe Spitzengeschwindigkeit von 290 m/s ermöglichen auch die effektive Bekämpfung feindlicher Helikopter.

## Kritik
Im Juni 2006 rügte der Bundesrechnungshof die hohen Kosten für die Beschaffung der Raketen. Unter Einrechnung der Entwicklung würde ein einziger Schuss rund 1,3 Mio. Euro kosten. 680 Raketen wurden am 30. Juni 2006 für 418,8 Mio. Euro bestellt. Der Bedarf an diesen Raketen wurde in Deutschland im Jahre 1982 angemeldet.
Laut einem weiteren Bericht des Bundesrechnungshofes von 2019 wurden die ersten Lenkflugkörper aus der Serienfertigung erst Ende 2015 ausgeliefert. Die Einsatzprüfung fand sogar erst 2018 statt, als bereits über die Hälfte der bestellten Raketen ausgeliefert war. Auf Wunsch des Heeres wurde die Prüfung wegen der dort herrschenden hohen Temperaturen auf der White Sands Missile Range in New Mexico durchgeführt. Dabei zeigten sich erhebliche Mängel an der PARS 3 LR. So hätten viele der Flugkörper „nach dem Abschuss ihr zugewiesenes Ziel verloren und ein neues Ziel gewählt“, wodurch im Ernstfall eigene und verbündete Truppen sowie Zivilisten gefährdet würden. Insgesamt trafen bei den Tests in New Mexico nur 16 Prozent der Raketen ihr Ziel. Lediglich in einem einzigen der insgesamt zwölf Einsatzszenarien hätten die PARS 3 LR die Anforderungen erfüllt. Der Bundesrechnungshof empfahl daher, die nagelneuen Raketen zu verschrotten. Damit drohe der Kampfhubschrauber Eurocopter Tiger in absehbarer Zeit nur noch bedingt einsatzfähig zu sein, da der bisher verwendete Lenkflugkörper HOT nur noch bis 2027 zur Verfügung stehe.

## Nutzer
- Deutschland: 680